# اسلام‌آباد
اسلام‌آباد () شهری در شمال جمهوری اسلامی پاکستان و پایتخت این کشور است.

## جغرافیا
شهر اسلام‌آباد در لبه گود فلاتی و در جنوب تپه‌های مار قلعه واقع شده‌است. شهر نو و شهر قدیمی اسلام‌آباد که نام شهر قدیمی گاخار (این شهر در گذشته قسمت‌هایی از شهر راولپندی محسوب می‌شده‌است که در حال حاضر به عنوان شهر قدیم اسلام‌آباد مطرح می‌شود) است و در کنار هم واقع شده‌اند و کشور گذشته و کشور کنونی را نشان می‌دهند. در حومه شهر اسلام‌آباد سه دریاچه با نام‌های سنارس، سیملی و خانپور واقع شده‌اند که در زیبایی و خوش آب و هوایی شهر تاًثیر فراوانی دارند.
این شهر با جمعیت ۵۳۰٬۰۰۰ نفر در شمال شرقی و در ناحیه‌ای به نام «پایتخت اسلام‌آباد» واقع شده‌است. البته از نظر تاریخی این منطقه بخشی از ناحیه پنجاب به‌شمار می‌آید.
شهر اسلام‌آباد در ۳۳°۴۰' شمالی و ۷۳°۱۰' شرقی قرار دارد و در کناره فلات پوتوهار، در جنوب تپه‌های مرگالا واقع شده‌است.
سه دریاچه سد ساخته‌شده به دست انسان به نامهای راول، سیملی و خانپور هوای این منطقه را تعدیل کرده‌اند. تابستانهای آن گرم است و باران‌های شدید موسمی در ماه‌های مرداد و شهریور می‌بارد. در زمستان هوای شهر سرد و گاه زیر صفر است و در تپه‌های اطراف، مانند پیر سوهوا و مرگالا برف نیز می‌بارد.

### مناطقی که اسلام‌آباد را احاطه کرده‌اند
- شرق: کتلی ساتتیان / موری
- شمال شرق: موری / کاهوتا
- شمال غرب: تاکسیلا / واه کانت / ناحیه آتوک
- جنوب شرق: گوجرخان / کلار سیدان / روات / مند راه
- جنوب غرب: راولپندی
- غرب: NWFP

## پوشش گیاهی
اسلام‌آباد در منطقه‌ای حاصل‌خیز با جنگل‌های انبوه واقع شده و درختانی چون اوکالیپتوس، انجیر هندی و بلوط، این شهر و نواحی پیرامون آن را پوشانده‌اند. پوشش گیاهی اسلام‌آباد هیچ‌گونه کمبودی از لحاظ مواد نیتروژنی و فسفری در طی مراحل رشد و شکوفایی از خود نشان نمی‌دهد.
اسلام‌آباد محل رویش گیاهان مختلف و کم‌یاب نظیر ماش وحشی و قاصدک است؛ هم‌چنین گیاهان غیربومی مانند گل‌های سرخ و یاسمن نیز در این شهر پرورش پیدا می‌کنند. گونه‌ای از درختان برگ‌ریز به شهر جلوهٔ پاییزی می‌بخشند.
درختان اسلام‌آباد سازگار با دمای بالا و بارش اندک باران در فصل تابستان هستند و رشد آن‌ها در زیر آفتاب سوزان سریع‌تر است. هجوم گیاهانی چون توت کاغذی از جنوب شرق آسیا به این منطقه و افزایش روزافزون استفاده از آن‌ها که به سرعت تکثیر می‌شوند، به همراه موریانه‌ها، زندگی گیاهان بومی این منطقه را به خطر انداخته‌است.
پوشش گیاهی اسلام‌آباد به سرعت در حال نابودی است و بیم آن می‌رود که در صورت عدم‌کشت مجدد گیاهان بومی و غیربومی در این منطقه، اسلام‌آباد مناظر طبیعی خود را از دست بدهد. رشد جمعیت این شهر که با قطع درختان جنگلی و گیاهان بومی همراه است، نابودی پوشش گیاهی را سبب شده‌است.

## جمعیت
| سال  | جمعیت       |
| ---- | ----------- |
| ۱۹۵۱ | ۹۵٬۹۴۰ نفر  |
| ۱۹۶۱ | ۱۱۷٬۶۶۹ نفر |
| ۱۹۷۲ | ۲۳۷٬۵۴۹ نفر |
| ۱۹۸۱ | ۳۴۰٬۲۸۶ نفر |
| ۱۹۹۸ | ۸۰۵٬۲۳۵ نفر |

مطابق سرشماری سال ۲۰۲۱، از مجموع کل جمعیت شهر اسلام‌آباد، ۴۰٪ را قوام پنجابی، ۳۰٪ را قوم پشتو، ۱۰٪ را مهاجران سندی و نیز ۲۰٪ را سایر اقوام (شامل انگلیسی، بلوچی و کشمیری) تشکیل می‌دهند.

## شهرهای خواهر
اسلام‌آباد امروزه دارای نه شهر خواهر است:
- پکن، چین
- ابوظبی، امارات متحده عربی
- جاکارتا، اندونزی
- مادرید، اسپانیا
- مینسک، بلاروس
- سئول، کره جنوبی
- آستانه، قزاقستان
- آنکارا، ترکیه
- امان، اردن[۸][۹]

## یادداشت
1. ↑   سیستم مدیریتی، ۶ ماه پیش از انتخابات بعدی نهادهای محلی خالی شد و معاون کمیساریای عالی اسلام‌آباد در غیاب شهردار در ۲۸ اکتبر ۲۰۲۱ مسئولیت اضافی به عنوان سرپرست به عهده گرفت.[۲]
2. ↑   سیستم مدیریتی، ۶ ماه پیش از انتخابات بعدی نهادهای محلی خالی شد و معاون کمیساریای عالی اسلام‌آباد در غیاب شهردار در ۲۸ اکتبر ۲۰۲۱ مسئولیت اضافی به عنوان سرپرست به عهده گرفت.[۳]